# گردو

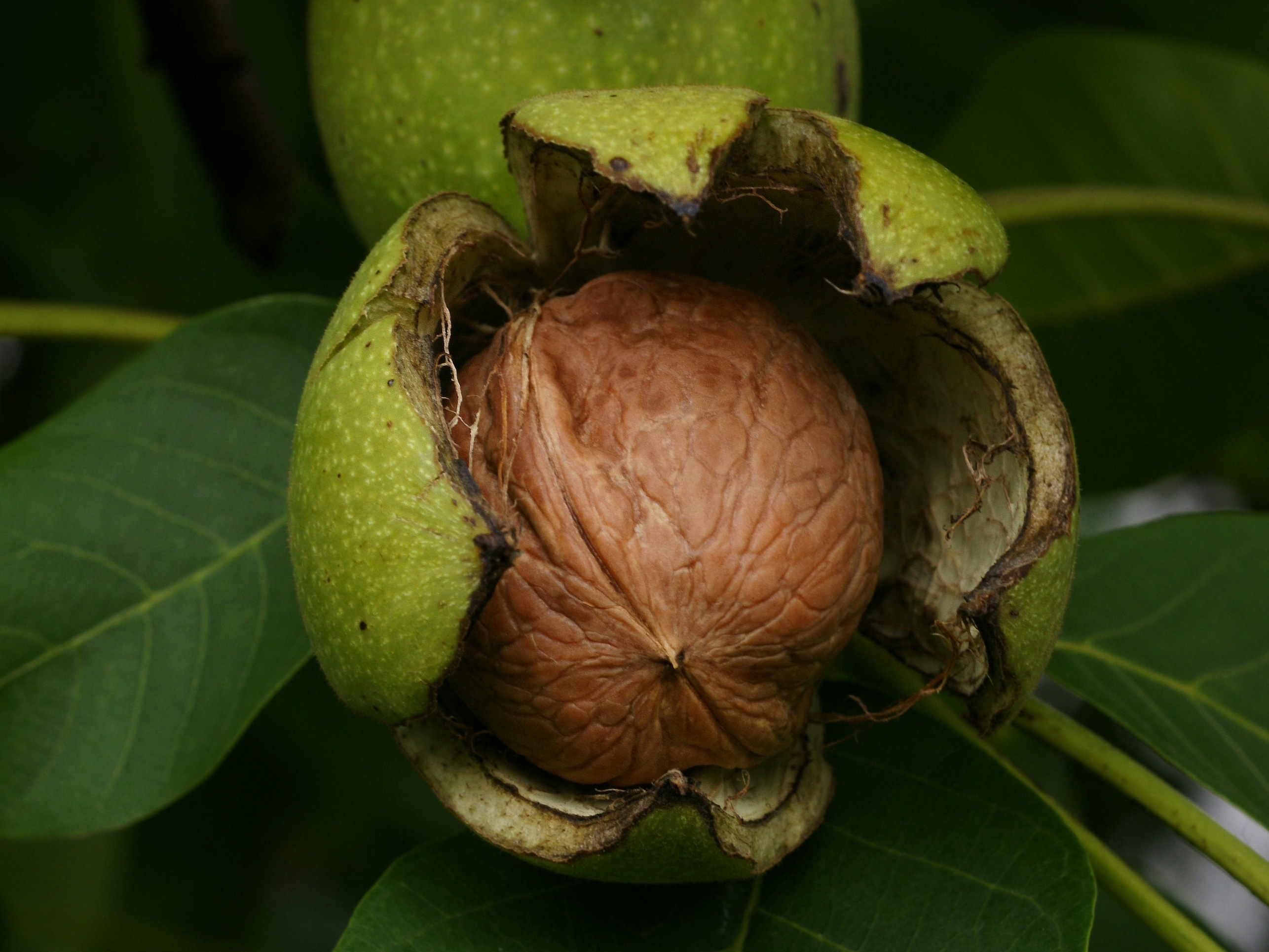
پوسته چوبی گردو در داخل پوسته سبز آن

گِردو (گاهی در ادبیات چهارمغر و گِردِکان) (به پارسی میانه gowz جوز)، دانه بزرگ خوراکی چروکیده از یک درخت برگ‌ریز از راستهٔ دولپه ای‌ها خانواده گردوییان، متشکل از دو نیمه، موجود در یک پوسته سخت محصور در یک میوه سبز می‌باشد. مغز گردو، مغز خوراکی یک شفت بوده، و در نتیجه یک فندقی محسوب نمی‌شود. منشأ درخت گردو کشور ایران بوده و به همین دلیل در غرب با نام "Persian Walnut" شناخته می‌شود.
گردو، میوه مغزدار باارزشی است که انواع مختلفی دارد. گردو منبع عالی پروتئین، فیبر، ویتامینها، آنتی‌اکسیدانها و مواد معدنی است. واژه جوز معرب گوچ پارسی میانه به همین معنی است. مغز گردو و بذر کتان دارای بیشترین اندازه اسید چرب امگا ۳ در میان مواد غذایی گیاهی هستند.

## کاربردهای غیر خوراکی
آب گردوی پخته شده را می توان به عنوان یک عامل ضدقارچ استفاده کرد . پوسته های سبز را می توان له کرد و جهت مسموم کردن و صید ماهی در آب پاشید   از پوسته گردو می توان برای ساخت جوهر بادوام برای نوشتن و طراحی استفاده کرد. تصور می شود که توسط هنرمندانی از جمله لئوناردو داوینچی و رامبرانت استفاده شده است
رنگدانه های پوسته گردو به عنوان رنگ قهوه ای برای پارچه استفاده می شود  و در روم باستان و اروپای قرون وسطی برای رنگ کردن مو استفاده میشده است

## پیشینه

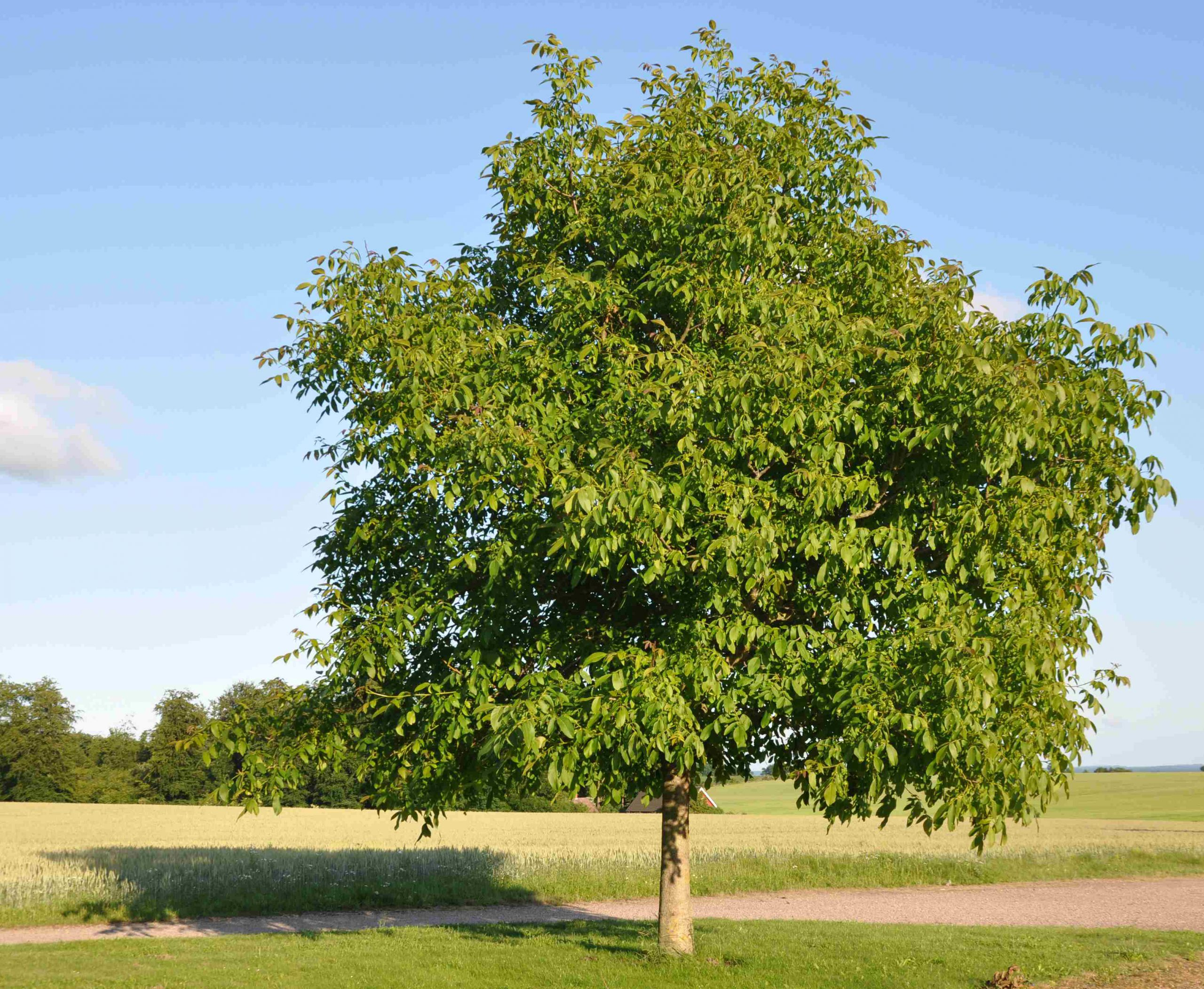
شهرستان تویسرکان در استان همدان یکی از قطب‌های تولید گردو در ایران محسوب می‌شود.

برابر بررسی‌های دیرین‌شناسی گیاهی و گرده‌شناسی در روی کرهٔ زمین، گونه‌های مختلف گردو از زمان‌های بسیار قدیم به ویژه از دوران سوم زمین‌شناسی وجود داشته‌است. از دوران چهارم زمین‌شناسی به بعد آثار درخت گردو از جمله گردهٔ آن در کشورهای اروپای شرقی به دست آمده‌است.
منشأ درخت گردو ایران است. شهرستان تویسرکان در همدان ، امروز با داشتن بیش از ۵۵۰۰ هکتار باغ گردو و تولید این محصول با مرغوبیتی در مقیاس جهانی، «پایتخت گردوی ایران» نام گرفته‌است. شهرستان بافت در کرمان دومین قطب تولید این محصول در ایران محسوب می‌شود.

## گیاه‌شناسی

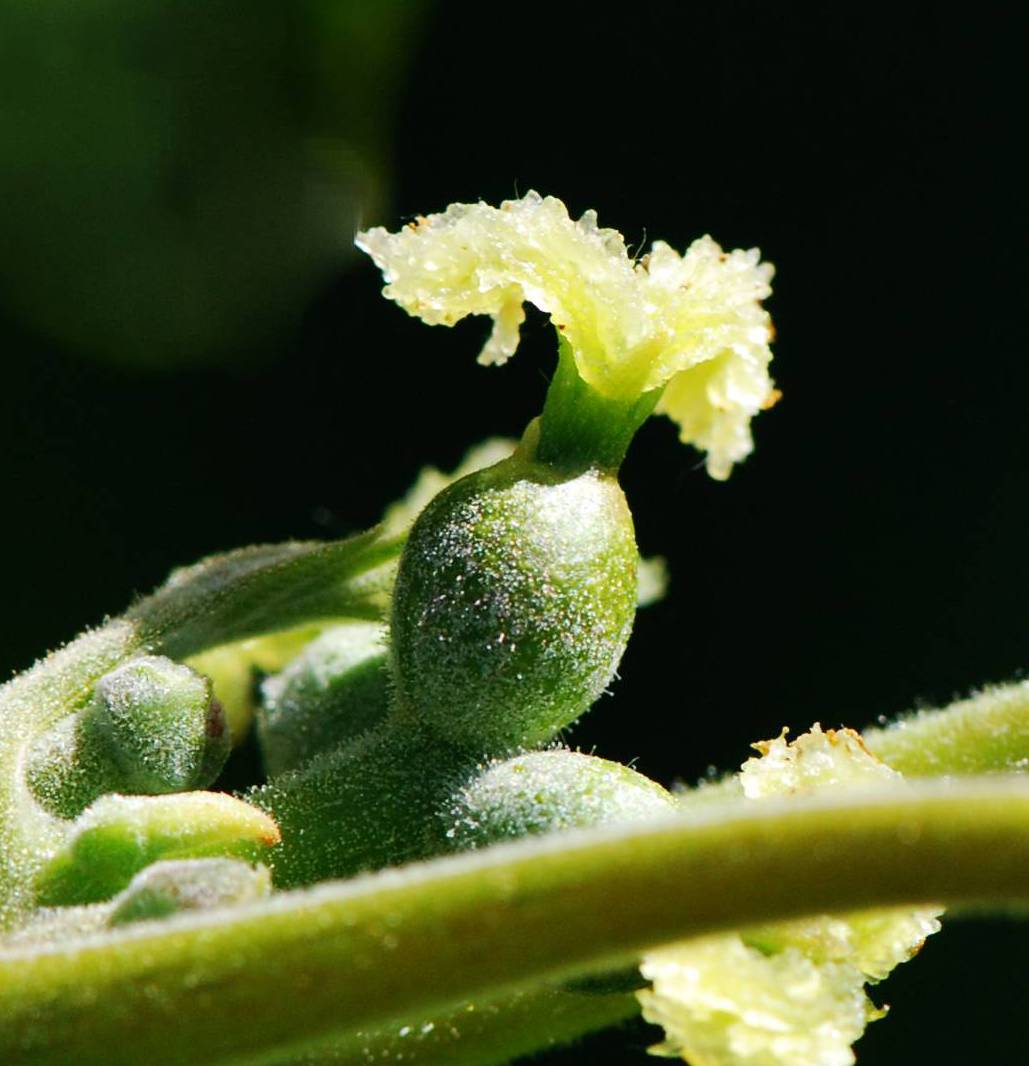
گل ماده گردوی ایرانی

گردو به گردوییان (Juglandaceae) تعلق دارد که همان خانواده پیکن است. درحالی‌که همه گونه‌های معتدل خزان‌کننده هستند، گونه‌های نیمه گرمسیری تمایل دارند در زیستگاه بومی خود همیشه سبز باشند. گردوهای سیاه و ایرانی تا ارتفاع ۳۰ متر ارتفاع پیدا می‌کنند و دارای برگ‌های معطر هستند. تعداد برگچه‌ها بسته به گونه متفاوت است.

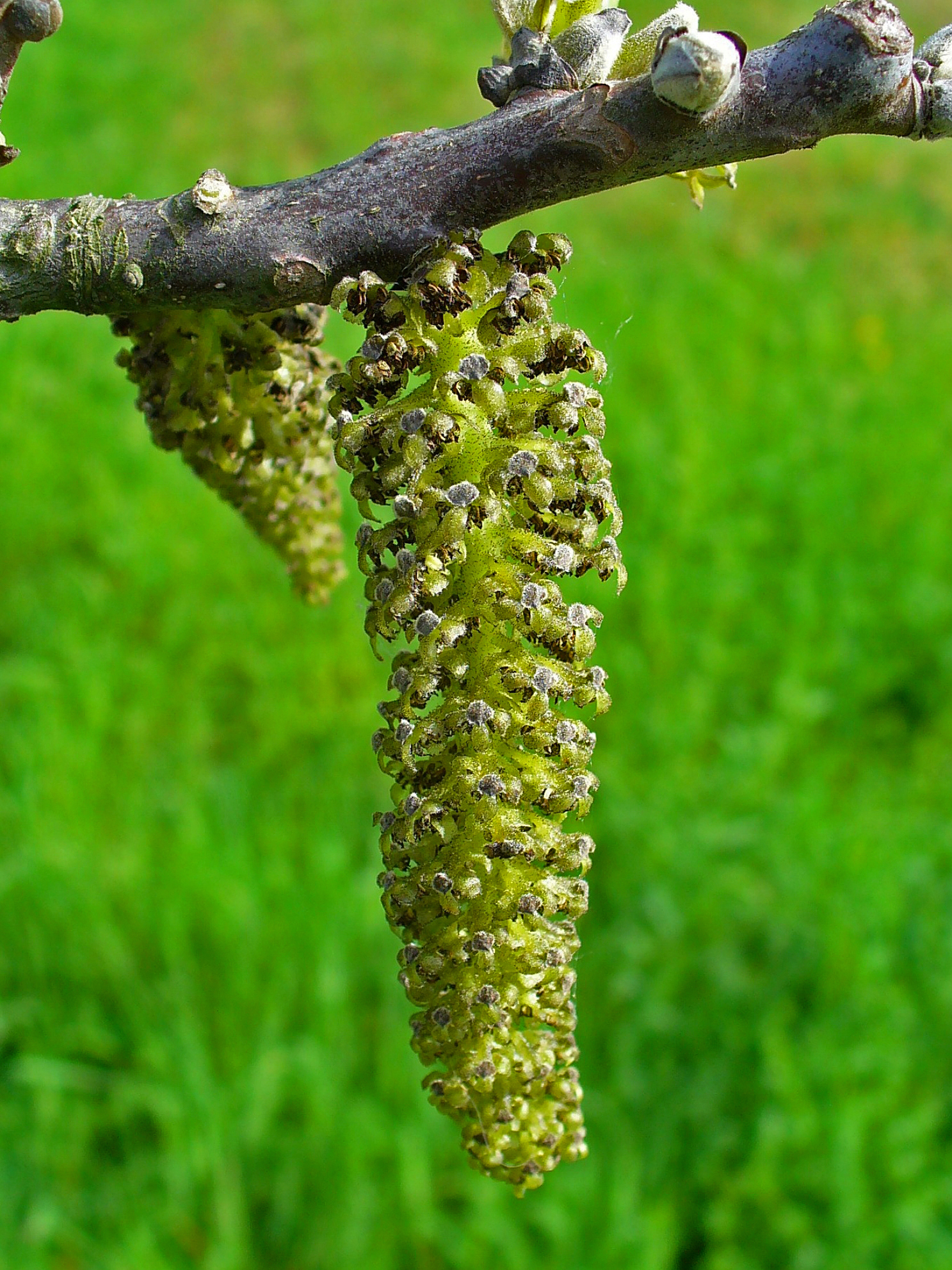
گل آذین نر درخت گردوی ایرانی

گردو یک درخت یک‌پایه است، به این معنی که گل‌های نر و ماده آن هر دو بر روی یک درخت قرار دارد. گل‌آذین‌های نر در بهار ظاهر می‌شوند و روی شاخه‌های مسن‌تر تولید می‌شوند، درحالی‌که گل‌های ماده از شاخه‌های انتهایی جدید در ارقام انتهایی و همچنین از شاخه‌های جانبی در ارقام باربر جانبی بیرون می‌آیند. گردو توسط باد گرده افشانی کرده و خود بارده است و در صورتی که تولید گرده با پذیرش گل‌های ماده همزمان باشد، می‌توان از یک درخت تنها آجیل تولید کرد. گردوی ایرانی رقمی است که ارزش تولید تجاری دارد. وقتی گل ماده بارور می‌شود، در تابستان متورم شده و میوه سبز رنگی به اندازه تخم مرغ تولید می‌شود. پوسته سفت می‌شود، بافت هسته بالغ می‌شود و با پیش‌روی پاییز، پوسته سبزی که روی مهره را می‌پوشاند ترک می‌خورد و مهره روی زمین می‌افتد. برگ‌های پاییزی خیلی زود رنگ سبز خود را از دست می‌دهند و شاخ و برگ‌های طلایی رنگ به تدریج می‌ریزند و درخت در زمستان به خواب می‌رود.

## نیازهای رشد

### خاک
درخت گردو نسبت به انواع دیگر درختان آجیل به خاک عمیق‌تری نیاز دارد. آنها زمانی بهترین رشد و محصول را خواهند داشت که در خاک‌های رستی و شنی با زهکشی خوب و حاوی مواد ارگانیک فراوان با عمق حداقل دو متری کاشته شوند. درختان گردو به خاکی با pH نسبتاً خنثی بین ۵٫۵ تا ۷٫۵ نیاز دارند. درخت گردو شوری را تحمل نمی‌کنند.

### آب و هوا

#### دما
تولید گردو تا حد زیادی تحت تأثیر تغییرات دمایی قرار می‌گیرد و این حساسیت تا حد زیادی به رقم بستگی دارد. یخبندان‌هایی که در بهار هنگام گلدهی درختان یا تشکیل میوه‌های جدید رخ می‌دهد می‌تواند تولید گردو را برای آن رقم در آن سال از بین ببرد. از سوی دیگر، دمای بالای ۳۸ درجه سلسیوس در تابستان می‌تواند باعث آفتاب سوختگی در آجیل در حال رشد و خشک شدن مغز شود. همچنین اگر آجیل در هنگام برداشت در معرض دمای بالا قرار گیرد، کیفیت مغزها کاهش می‌یابد.

#### نیازهای سرمایی

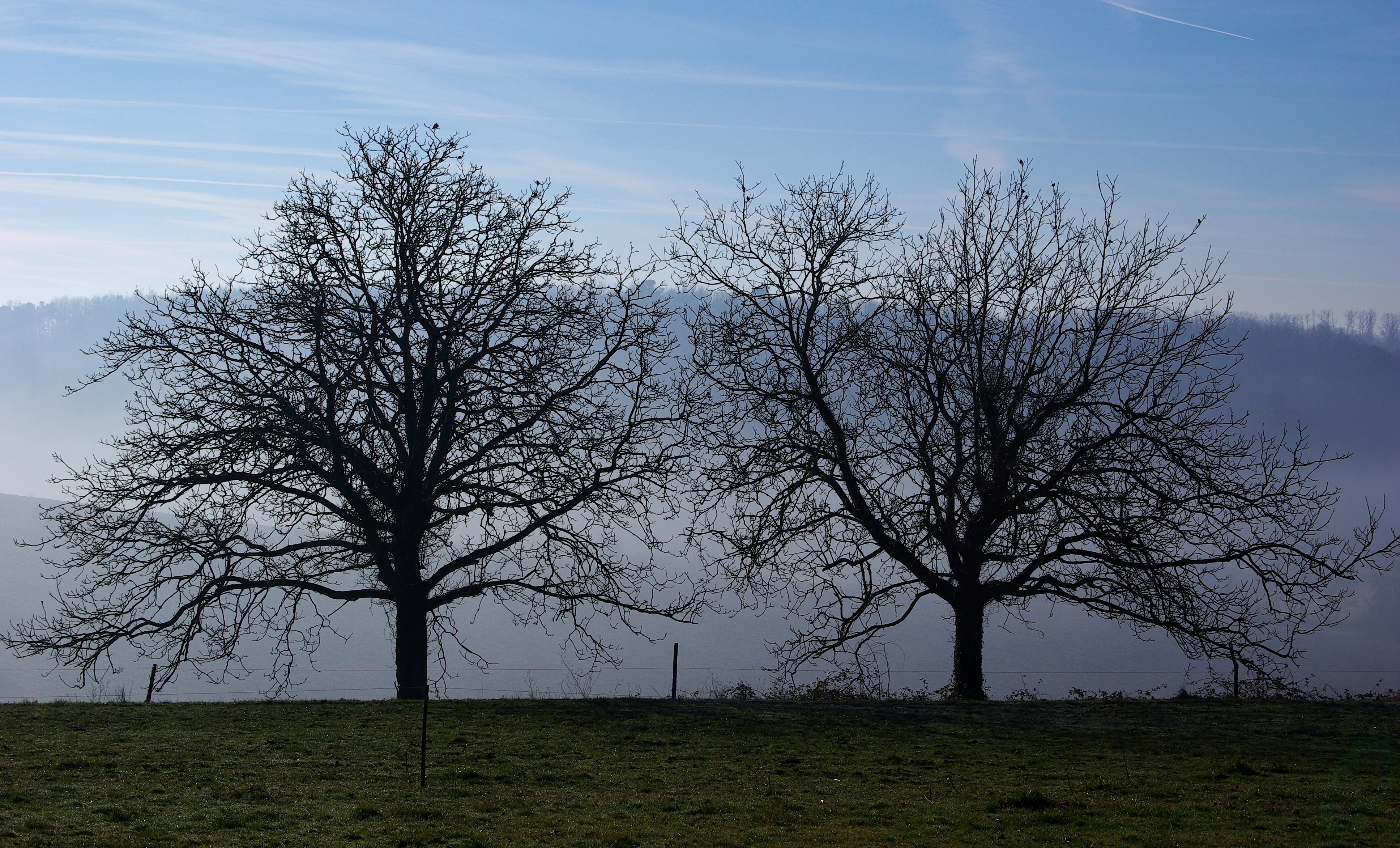
درخت گردو در زمستان

نیازهای سرمایی درختان گردو از رقمی به رقم دیگر کمی متفاوت است، اما عموماً گردو به ۸۰۰ ساعت قرار گرفتن در دمای زیر ۷ درجه سلسیوس نیاز دارد تا جوانه یکنواختی ایجاد کند و میوه خوبی تولید گردد. هنگامی که دمای روز و شب در زمستان به شدت در نوسان است یا زمانی که زمستان‌ها به‌طور غیر فصلی معتدل است، جوانه زدن در بهار تا حدی یا به‌طور کامل به تأخیر می‌افتد، گلدهی و تشکیل آجیل بگیر و نگیر می‌شود و تولید محصول کاهش می‌یابد.

#### رطوبت هوا
گردو به سوختگی باکتریایی حساس است و با افزایش رطوبت شدت این بیماری افزایش می‌یابد. برای حفظ پژمردگی در سطح قابل کنترل، تولید گردو باید در مناطق دور از دریا با رطوبت کم باشد. شرایط محلی نیز باید در نظر گرفته شود تا از دره‌های مه آلود، بارندگی‌های زیاد بهار و تابستان و مکان‌هایی که گردش هوا در آنها ضعیف است اجتناب شود.

#### بادگیر
اگرچه داشتن گردش هوای خوب برای درخت گردو مفید است، باید از مکان‌هایی که در معرض باد مداوم هستند اجتناب شود. باد شدید رشد را کاهش داده و می‌تواند شاخه‌ها و تنه درختان جوان گردو را بشکند. باد همچنین می‌تواند اندام درختان بالغ را در زمانی که بار محصول سنگین است بشکند.

#### نیاز به باران و آب
درختان گردو، درختان تشنه‌ای هستند، با این حال، تولید گردو برای مناطقی که بارندگی زیاد است مناسب نیست، زیرا رطوبت زیاد باعث افزایش ابتلا به سوختگی گردو می‌شود؛ بنابراین آبیاری برای اطمینان از رطوبت کافی خاک ضروری است. نیاز آبی برای تولید گردو با توجه به نوع خاک و آب و هوا متفاوت است. اگر خاک شنی و دمای تابستان بالا باشد، حفظ رطوبت کافی خاک ممکن است بسیار دشوار باشد و سلامت درخت و کیفیت دانه کاهش یابد. در جایی که خاک غنی از مواد آلی است و دمای تابستان ملایم است، تقاضای آب کاهش می‌یابد. بنابراین، آبیاری می‌تواند از برنامه‌های هفتگی تا روزانه متفاوت باشد و برنامه‌ها توسط دستگاه‌های نظارت بر رطوبت خاک تعیین می‌شود. در مناطق خشک و در خاک‌های شنی ممکن است نیاز به ذخیره آب بیش از ۱۰ میلیون لیتر در هکتار باشد. کیفیت آب مهم است زیرا گردو آب شور را تحمل نمی‌کند. تحقیقات در کالیفرنیا نشان می‌دهد که رشد و تولید گردو در خاک‌هایی با میانگین شوری ناحیه ریشه بیش از ۱٫۵ دسی زیمنس بر متر در صورت آبیاری با آب با شوری بالاتر از ۱٫۱ دسی زیمنس بر متر تحت تأثیر قرار می‌گیرد.

## مدیریت باغ گردو

### روش‌های کاشت

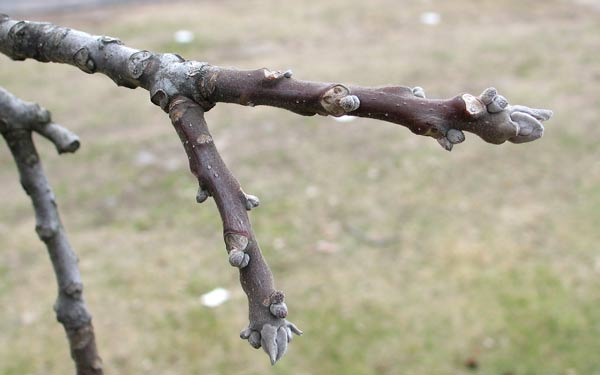
جوانه‌های گردوی سیاه

درختان گردو در نهالستان به صورت ریشه برهنه در زمان خواب در خرداد و تیر کاشته می‌شوند. یک سیستم ریشه فیبری خوب برای رشد خوب مطلوب است. مشخص شده‌است که استفاده از کود حاوی فسفر قبل از کاشت مفید است. برای هر درخت یک چاله بزرگ و سخاوتمندانه حفر می‌شود و ریشه درختان قبل از کاشت به خوبی پوشانده می‌شود تا از خشک شدن جلوگیری شود. در مواردی که احتمال بیماری گال تاج وجود دارد، درختان باید قبل از کاشت با تلقیح ضد گال آماده‌سازی شوند. درخت را در چاله قرار می‌دهند، ریشه‌ها را کوتاه می‌کنند، در حین کاشت، خاک را در اطراف ریشه محکم می‌کنند و درخت را آبیاری می‌کنند.

### مدیریت درختان جوان

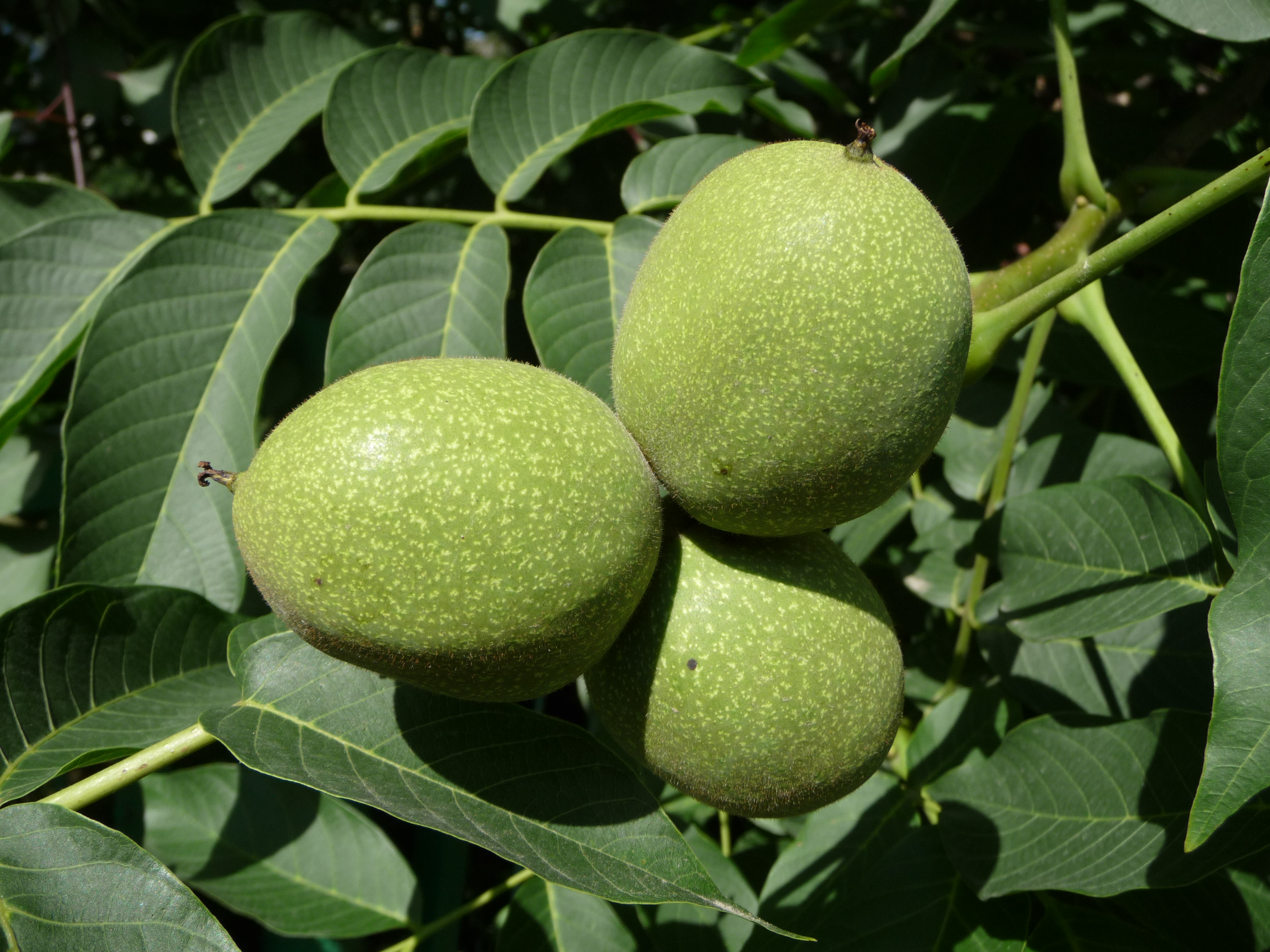
گردو در حال رشد

مدیریت خوب درخت در سال‌های اول ضروری است. گردو درخت تشنه‌ای است و خاک باید همیشه در طول فصل رشد مرطوب باشد تا رشد جدید حفظ شود. استفاده از کودهای نیتروژن و پتاسیم همراه با آبیاری در طول فصل رشد باعث رشد عالی درختان جوان شده‌است. درختان جوان باید از رقابت علف‌های هرز دور نگه داشته شوند. از علف‌کش‌ها برای کنترل علف‌های هرز در ردیف درختان استفاده می‌شود اما از علف‌کش‌های سیستمیک نباید در اطراف درختان جوان استفاده شود. حتی در جاهایی که از علف‌کش‌های غیرسیستمیک استفاده می‌شود، قرار دادن محافظ‌های مقوایی یا پلاستیکی در اطراف تنه و یک محافظ روی سمپاش علف‌های هرز برای جلوگیری از ریختن اسپری روی تنه و شاخ و برگ، ایمن‌تر است. وجین دستی نیز ممکن است در اطراف درخت مورد نیاز باشد.
مالچ پاشی اطراف درختان با مواد آلی مانند کاه بسیار مفید است و حفظ رطوبت کافی خاک در طول فصل رشد ضروری است. اگر خشکی باعث کنترل رشد درخت شود، رشد ممکن است تا فصل بعد دوباره شروع نشود. قرار دادن قطره چکان‌های متعدد در اطراف ناحیه ریشه هر درخت معمولاً برای درختان جوان کافی است.
کود در مقادیر کم و مکرر در طول فصل رشد اعمال می‌شود. در بسیاری از موارد، تولیدکنندگان کمبود عنصر کمیاب روی را گزارش کرده‌اند که می‌تواند منجر به توقف رشد شود. کمبود روی را می‌توان با استفاده از محلول پاشی در فصل بهار برطرف کرد. برای جلوگیری از بروز پژمردگی باکتریایی، درختان جوان را باید با قارچ کش یا باکتری‌کش پایه مس در زمان تورم جوانه، سمپاشی کرد و در بهار و اوایل تابستان در صورت مرطوب بودن شرایط تکرار شود.

### مدیریت درختان بارور

#### آبیاری

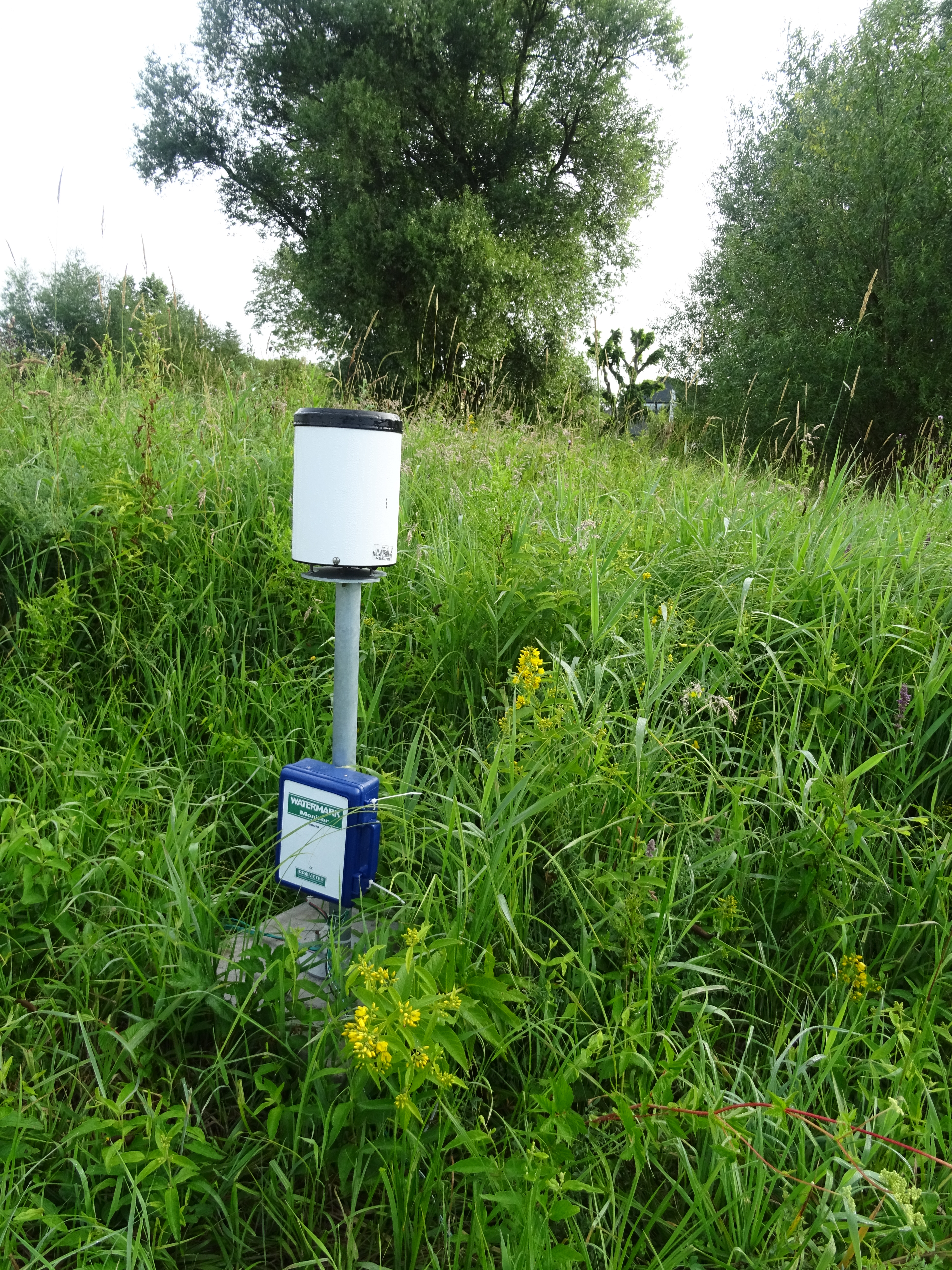
یک سنسور رطوبت خاک

تصور می‌شود که رطوبت کافی، به ویژه در نیم متر بالای خاک، مهم‌ترین عامل حاکم بر اندازه و عملکرد دانه است. درختان گردو نباید در معرض خشکی بیش از حد یا رطوبت بیش از حد باشند. برنامه‌های آبیاری از منطقه‌ای به منطقه دیگر به‌طور قابل توجهی متفاوت است و در آب و هوای گرم و خشک و خاک‌های شنی ممکن است هر چند روز یک بار در طول فصل رشد آبیاری مورد نیاز باشد، در حالی که در آب و هوای سردتر و انواع خاک‌های سنگین، آبیاری به دفعات مورد نیاز نخواهد بود. برای تعیین دقیق زمان آبیاری و میزان آب مصرفی، دستگاه‌های نظارت بر رطوبت خاک ضروری است. افزایش محتوای آلی خاک با چمن زنی مکرر پوشش‌های زمینی مفید بوده‌است.
از آنجایی که درختان گردو یک تاج بزرگ و یک ناحیه ریشه بزرگ ایجاد می‌کنند، تأمین آب کافی در قسمت وسیعی از ناحیه ریشه مهم است. دستیابی به این امر با سیستم‌های قطره‌ای بسیار دشوار است و اکثر باغات بالغ، به ویژه باغات با کاشت فشرده، از طریق سیستم بارانی آبیاری می‌شوند. برای جلوگیری از خطر بیماری، آبپاش‌ها باید طوری قرار بگیرند که آب شاخ و برگ یا تنه آن را خیس نکند. آب با کیفیت خوب ضروری است زیرا درختان گردو شوری را تحمل نمی‌کنند.

### کوددهی
کوددهی درختان گردو به‌طور کلی شامل یک رویکرد چند جانبه است که شامل کود دهی زمینی و محلول‌پاشی می‌شود. بسیاری از باغ‌داران دریافته‌اند که استفاده از کود حیوانی در زمستان مفید بوده و به دنبال آن استفاده از کودهای نیتروژن و پتاسیم در طول فصل رشد و درست قبل یا بلافاصله پس از برداشت محصول مفید است. وضعیت مواد مغذی درخت را می‌توان از طریق تجزیه و تحلیل برگ سالانه ارزیابی کرد و مقدار ماده مغذی حذف شده در محصول در هنگام برداشت نیز در نظر گرفته می‌شود. برای به دست آوردن یک تصویر کلی از تغذیه باغ، تجزیه و تحلیل خاک نیز مورد نیاز است، اما در فواصل زمانی با نظم کمتر. در برخی از باغات این کار ممکن است شامل نیاز به محلول پاشی روی یا بور یا سایر عناصر کمیاب باشد.

## موارد مصرف

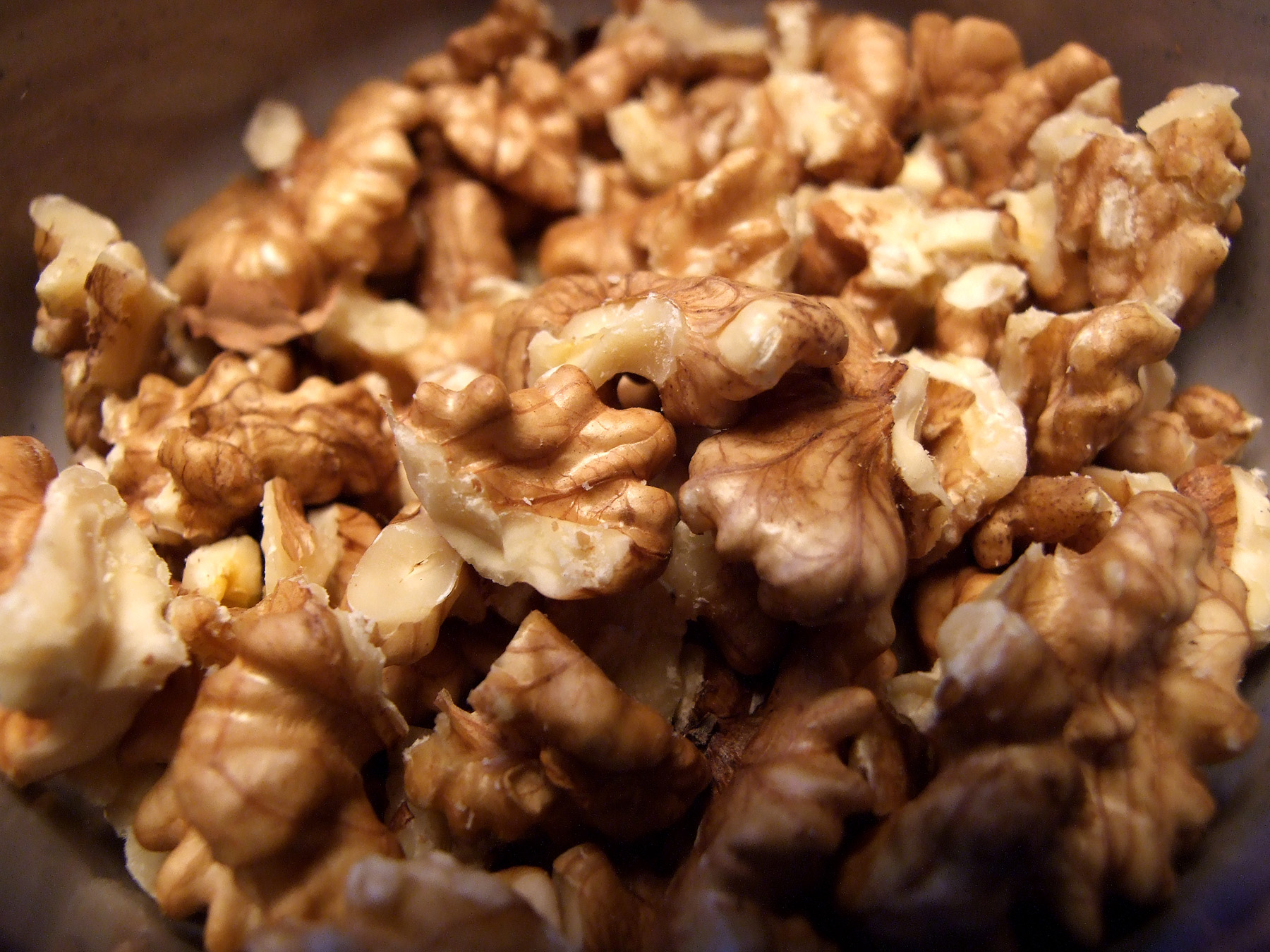
مغز گردو که به عنوان آجیل مصرف می‌شود.

مغز گردو نوعی مغز دانه است که به صورت خام (طبخ نشده) مصرف می‌گردد. این مغز می‌تواند به تنهایی یا آجیل با ترکیب سایر مغزها نظیر بادام، پسته، فندق و… مصرف شود. مغز گردو از خشکبار است.
مغز گردو را همچنین برای مصرف طبخ می‌کنند.
در مناطق مختف کشور انواع غذاها با طبخ گردو حاصل می‌شود. در برخی از غذاها این ماده به صورت تزئین یا مواد افزودنی است و در برخی از غذاها به عنوان ماده اصلی آن غذا یا خورشت بکار می‌رود. یکی از غذاهایی که مغز گردو به عنوان ماده لازمه و اصلی آن است، خورشت فسنجان می‌باشد. به دلیل سردی بودن آن است که موارد زیادی برای مصرف دارد.

### مصرف غذایی
مغز گردو به دو شکل موجود است؛ با پوست و بدون پوست. گردو معمولاً ماده شیرینی است که در اکثر مواد غذایی مورد استفاده قرار می‌گیرد. ترشی انداختن گردو بسته به مواد نگهدارنده ای که گردو داخل آن است معطر و شیرین است. کره گردو را می‌توان به صورت خانگی یا به صورت خام و بو داده به دست آورد.
گردو را می‌توان به تنهایی (خام، برشته، ترشی) یا همراه با مواد غذایی دیگر مصرف کرد. به عنوان مثال اصلی‌ترین مواد تهیه سوپ گردو و پای گردو، مغز گردو است؛ و کیک گردو را می‌توان با قهوه مصرف کرد.

## ارزش غذایی
مغز گردو حاوی ۴٪ آب، ۱۵٪ پروتئین، ۶۵٪ چربی، ۱۴٪ کربوهیدرات، و ۴٪ فیبر غذایی است. ۱۰۰ گرم گردو میزان ۲٬۷۴۰ کیلوژول (۶۵۴ کیلوکالری) انرژی تأمین کرده و منبع غنی چندین ماده معدنی غذایی، به ویژه منگنز و ویتامین‌های B است.
برخلاف اکثر فندقی‌ها که سرشار از چربی‌های تک‌سیرنشده هستند، روغن گردو عمدتاً از اسیدهای چرب غیراشباع چندگانه تشکیل شده‌است (۷۲٪ از کل چربی‌ها)، به ویژه آلفا لینولنیک اسید (۱۴٪)، اسید لینولئیک (۵۸٪). با این حال ۱۳٪ از روغن گردو را اسید اولئیک تشکیل می‌دهد.

### ترکیب‌های شیمیایی
مغز گردو دارای چند اسید آلی، مقدر کمی اسانس، اگزالات آهک و ویتامین‌های A ,B ,C ,D ,E می‌باشد. همچنین مغز گردو دارای مقدار کمی آرسنیک است (۲٬۹۸ µg -میکروگرم- در ۱۰۰ گرم گردو). برگ درخت گردو دارای ۳ درصد اینوژیت، اسید الاژیک، اسید گالیک و اسانسی با بوی مخصوص و مقداری پارافین، تانن، مواد چرب و املاح معدنی مانند کلسیم، پتاسیم، منیزیم، باریم و همچنین کاروتن است. پوسته گوشت دار میوه سبز گردو دارای امولسیون قند و اسیدهای آلی مانند اسید سیتریک، اسید مالیک، فسفاتها و اگزالات کلسیم است. عصاره برگ درخت گردو خاصیت میکروب کشی و باکتری کشی دارد.

## سلامتی
گردو سرشار از ویتامین ای و آنتی‌اکسیدان می‌باشد، موادی که خطر توسعه بیماری آلزایمر را کاهش می‌دهند. پژوهشگران دانشگاه پزشکی شیکاگو با بررسی عادت غذایی ۶۰۰۰ نفر دریافتند که آن دسته از افرادی که دچار مشکلات فراموشی و نظایر آن نیستند، در عادت غذایی خود غذاهای سرشار از ویتامین ای گنجانده‌اند. ویتامین ای، رادیکال‌های آزاد را که محتملاً می‌توانند به سلول‌های مغز آسیب بزنند، مهار می‌کند.
سازمان غذا و داروی آمریکا در سال ۲۰۰۴ این ادعا را که «گردو می‌تواند خطر بیماری‌های قلبی را کاهش دهد» رد کرد. و اعلام کرد: «شواهد کافی برای اینکه در گردو مواد فعال بیولوژیکی خاصی وجود دارد که می‌تواند بیماری قلبی را کاهش دهد، شناسایی نشده‌است.»
در یک مطالعه استخراج، خالص سازی و شناسایی مواد حاصل از عصاره کلروفرمی برگ گیاه گردو به منظور بررسی اثرات ضد سرطانی در کشور صورت گرفته است و نتایج آن بیانگر آن است که شناسایی 5 ماده از دسته فلاونوئیدها, ترپنها و استروئیدها بود که سبب کاهش تکثیر سلول های سرطانی سینه و دهان در مدت 48 و 72 ساعت گردید. بنابراین با توجه به خواص ضدتکثیری مواد شناسایی شده, می توان این مواد را به عنوان کاندیدهای مناسب جهت ساخت داروی موثر در درمان این نوع سرطان ها پیشنهاد نمود.
گردو نه‌تنها قابلیت پایین آوردن سطح کلسترول خون را دارد، بلکه باعث کاهش خطر بیماری‌های قلبی و التهاب نیز می‌شود. به‌دلیل این که گردو حاوی مقادیر بالای اسیدهای چرب، اُمگا3 و «فیتواستروس»‌هاست، برای قلب مفید است. اسیدهای چرب امگا3 از طریق افزایش سطح HDL و کاهش سطح LDL باعث پایین رفتن مقدار تری‌کلسیرید و کاهش تشکیل پلاک‌های «آترواسکلروتیکی» در سرخ‌رگ‌ها می‌شوند. گردو در مقایسه با سایر مغزها حاوی مقادیر بیشتر اسیدهای چرب امگا3 است. گردو علاوه بر این که حاوی ترکیباتی است که برای قلب مفید هستند حاوی مقادیر ارزشمندی از ویتامین E، ویتامین B، فیبر و سایر عناصر معدنی است. گردو مانند سایر مغزها غنی از کالری است. کالری موجود در گردو عمدتا به‌دلیل مقادیر بالای پروتئین و چربی موجود در آن است. در هر 100 گرم گردو در حدود 68-65 گرم چربی وجود دارد که قسمتی از این چربی شامل اسیدهای چرب غیراشباع با چند باند دوگانه از قبیل «اسیدلینوئیک» و «اسید لینولنیک» است که در حدود 70% اسیدهای چرب موجود در گردو را تشکیل می‌دهند. در حدود 18% از اسیدهای چرب موجود در گردو، اسیدهای چرب غیراشباع با یک پیوند دوگانه و 12% پایانی را نیز اسیدهای چرب اشباع تشکیل می‌دهد. بنابراین گرچه گردو حاوی مقادیر زیادی از کالری است، اما اسیدهای چرب موجود در آن، به طور اساسی اسیدهای چرب غیر اشباع هستند که ضرری به سیستم قلبی - عروقی بدن نمی‌رسانند. گردو هم از نظر کیفیت و هم از نظر کمیتِ پروتئین بسیار مورد توجه است. هر 100 گرم آن حاوی 8/14گرم پروتئین است که این پروتئین دارای کیفیت خوبی است و به آسانی نیز هضم می‌شود. گردو حاوی اسیدهای آمینه‌ی ضروری نیز است که بدن انسان قادر به ساختن آن‌ها نیست. همچنین این ماده‌ی غذایی غنی از فیبر و مواد معدنی و ویتامین‌هاست. ویتامین‌های محلول در چربی از قبیل A، E و ویتامین‌های محلول در آب از قبیل ویتامین C، B1، و ... در آن وجود دارد. آهن، روی، مس، منیزیم، فسفر و سدیم به مقدار کمی در گردو یافت می‌شود.   

## تولیدکنندگان گردو

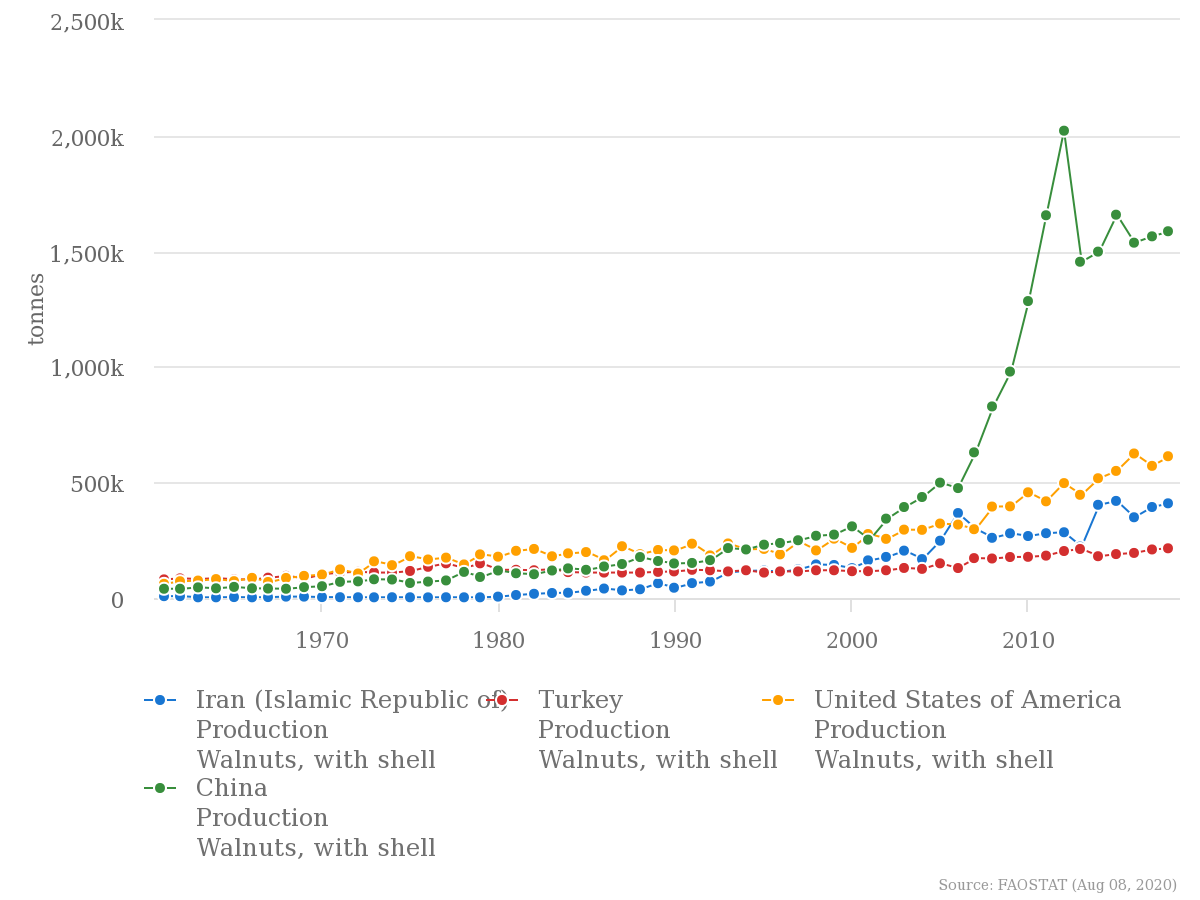
مقایسه روند تولید سالیانه گردو در چهار کشور تولیدکننده اصلی

| چین | ۱٬۱۰۰٬۰۰۰ |
| ایالات متحده آمریکا | ۶۶۰٬۰۰۰   |
| ایران | ۳۹۰٬۰۰۰   |
| ترکیه | ۳۳۰٬۰۰۰   |
| مکزیک | ۱۴۰٬۰۰۰   |
| در سراسر دنیا | ۳٬۵۰۰٬۰۰۰ |
| No symbol = official figure, P = official figure, F = FAOSTAT ۲۰۰۷، * = Unofficial/Semi-official/mirror data, C = Calculated figure A = Aggregate (may include official, semi-official or estimates); Source: Food And Agricultural Organization of United Nations: Economic And Social Department: The Statistical Division |           |

پنج کشور برتر تولیدکننده گردو در سال ۲۰۲۱
در سال ۲۰۲۱ ایران ۱۱٫۲٪ از گردوی جهان را تولید کرده، اما سهم آن از صادرات جهانی فقط ۰٫۱٪ (با ارزش ۳٫۲۵ میلیون دلار) بوده‌است. ارزش صادرات جهانی مغز گردو در سال ۲۰۲۱ برابر ۲٫۱۹ میلیارد دلار تخمین زده می‌شود.